# الخرف المصحوب بأجسام ليوي
لا ينبغي الخلط بينه وبين خرف أجسام ليوي، وهو مظلة تشمل مرض خرف باركنسون وكذلك الخرف مع أجسام ليوي.
الخرف مع أجسام ليوي DLB)) هو نوع من الخرف يتميز بالتغيرات في النوم، والسلوك، والإدراك والحركة و وظائف الجسم اللاإرادية. فقدان الذاكرة ليس دائمًا من الأعراض المبكرة. يتفاقم المرض بمرور الوقت وعادة ما يُشخص عندما يتداخل التدهور المعرفي مع الأداء اليومي الطبيعي. إلى جانب مرض خرف باركنسون، الخرف مع أجسام ليوي هو واحد من حالتين تندرجان ضمن خرف أجسام ليوي. إنه شكل شائع من الخرف، لكن انتشاره غير معروف بدقة ولا تُشخص العديد من الحالات. وصف المرض للمرة الأولى كينجي كوساكا سنة 1976.
اضطراب سلوك نوم حركة العين السريعة (RBD) –حيث يفقد الأشخاص الشلل العضلي الذي يحدث عادةً في أثناء نوم حركة العين السريعة ويتحققون من أحلامهم– هو سمة أساسية.
قد يظهر اضطراب سلوك نوم حركة العين السريعة قبل سنوات أو عقود من الأعراض الأخرى. الميزات الأساسية الأخرى هي الهلوسة البصرية، والتقلبات الملحوظة في الانتباه أو اليقظة، والشلل الرعاش (بطء الحركة، أو صعوبة المشي، أو الصلابة). لا يجب أن تكون جميع السمات موجودة للتشخيص. التشخيص النهائي عادة ما يتطلب تشريح الجثة، ولكن يتم التشخيص الظني على أساس الأعراض والاختبارات التي قد تشمل اختبارات الدم، الاختبارات العصبية النفسية، التصوير، ودراسة النوم.
معظم الأشخاص الذين يعانون الخرف مع أجسام ليوي ليس لديهم أفراد أسرة متأثرون، مع أن الخرف مع أجسام ليوي ينتشر أحيانًا في العائلات. السبب الدقيق غير معروف، لكنها تنطوي على رواسب واسعة الانتشار من كتل غير طبيعية من البروتين تتشكل في الخلايا العصبية للدماغ المصاب. تُعرف باسم أجسام ليوي -اكتشفها فريدريك ليوي عام 1912- وعصابات ليوي، تؤثر هذه الكتل في الجهاز العصبي المركزي والجهاز العصبي اللاإرادي. قد تتأثر وظيفة القلب وبعض وظائف الجهاز الهضمي، من المضغ إلى التغوط، يعد الإمساك من أكثر الأعراض شيوعًا. قد يكون انخفاض ضغط الدم عند الوقوف من الأعراض أيضًا، يؤثر الخرف مع أجسام ليوي أيضًا في السلوك، من الشائع حدوث تغيرات في المزاج مثل الاكتئاب واللامبالاة.
يبدأ الخرف مع أجسام ليوي عادةً بعد سن الخمسين، ويبلغ متوسط العمر المتوقع للأشخاص المصابين بالمرض نحو 8 سنوات بعد التشخيص. يوجد علاج أو دواء لوقف المرض من التقدم ، وقد لا يتمكن الأشخاص في المراحل الأخيرة من الخرف مع أجسام ليوي من رعاية أنفسهم. تهدف العلاجات إلى تخفيف بعض الأعراض وتقليل العبء على مقدمي الرعاية. الأدوية مثل دونيبزيل وريفاستجمين فعالة في تحسين الإدراك والأداء العام، ويمكن استخدام الميلاتونين للأعراض المرتبطة بالنوم. 
عادة تُتجنب مضادات الذهان، حتى في حالات الهلوسة. لأن ردود الفعل الشديدة تحدث في ما يقرب من نصف الأشخاص المصابين بالخرف مع أجسام ليوي، وقد يؤدي استخدامها إلى الوفاة. يعد التعامل مع العديد من الأعراض المختلفة أمرًا صعبًا، لأنها تنطوي على تخصصات متعددة وتعليم مقدمي الرعاية.

## تصنيف
الخَرَف المصحوب بأجسام ليوي هو نوع من الخَرَف تقدمي وتنكس عصبي. أي أنه يتميز بتدهور الجهاز العصبي المركزي الذي يزداد سوءًا بمرور الوقت.
يُصنف الخرف المصحوب بأجسام ليوي أحيانًا بطرق أخرى. إنه أحد نوعي خَرَف أجسام ليوي، بجانب مرض خرف باركنسون. تشمل متلازمات باركنسون اللانمطية الخرف مع أجسام ليوي، مع حالات أخرى. أخيرًا، الخرف مع أجسام ليوي هو اعتلال مغلف، ما يعني أنه يتميز بترسبات غير طبيعية من بروتين ألفا سينوكلين في الدماغ. تشمل اعتلالات النسيج الخلوي مرض باركنسون، ضمور جهازي متعدد، وحالات أخرى نادرة.

## العلامات والأعراض
يرافق هذا النوع من الخرف اضطراب في الإدراك والهلوسة البصرية المتكررة واضطراب نوم حركة العين السريعة والباركنسونية فور تشخيص الخرف أو بعده، وذلك وفقًا لميليسا أرمسترونج (2019). يبدي مرضى الخرف المصحوب بأجسام ليوي أعراض متنوعة جدًا، ويعتبر -بشكل عام- أكثر تعقيدًا من معظم أنواع الخرف الأخرى. يؤثر المرض على مناطق مختلفة من الجهاز العصبي (كالجهاز العصبي الذاتي ومناطق عديدة من الدماغ)؛ إذ يؤدي تراكم رواسب ألفا- الساينوكلين إلى تلف تلك المناطق، وهذا ما يسبب المظاهر العصبية المتنوعة للمرض.
يبدأ الخرف المصحوب بأجسام ليوي بمجموعة محددة من العلامات والأعراض المبكرة تسمى بالمرحلة البادرية للمرض أو ما قبل الخرف. قد تظهر هذه العلامات والأعراض قبل 15 عام أو أكثر من الإصابة بالخرف. تتضمن تلك الأعراض الإمساك والدوخة الناجمين عن اضطراب وظيفة الجهاز العصبي الذاتي ونقص حاسة الشم والهلوسة البصرية واضطراب نوم حركة العين السريعة. قد يظهر اضطراب نوم حركة العين السريعة قبل سنوات أو عقود من الأعراض الأخرى. لا تتضمن الأعراض المبكرة فقدان الذاكرة دائمًا.
يمكن تقسيم مظاهر الخرف المصحوب بأجسام ليوي إلى مظاهر أساسية وجوهرية وداعمة. يعتبر الخرف مظهر أساسي ويجب أن يكون موجودًا للتشخيص، بينما تعتبر السمات الجوهرية والداعمة أدلة إضافية تدعم التشخيص (انظر معايير التشخيص أدناه).

### المظاهر الأساسية
يشخص الخرف بعد تقدم التدهور المعرفي لمرحلة يؤثر فيها على الأنشطة اليومية العادية أو الوظيفة الاجتماعية أو المهنية. يعتبر الخرف سمة أساسية للخرف المصحوب بأجسام ليوي، ولكنه لا يظهر دائمًا في وقت مبكر، بل يميل للظهور مع تقدم الحالة.

### المظاهر الجوهرية
تتنوع الأعراض الجوهرية ولكنها تتضمن إجمالًا ما يلي: اضطراب الإدراك أو اليقظة أو الانتباه النوبي واضطراب نوم حركة العين السريعة وسمة أو أكثر من السمات الباركنسونية (مع نفي السكتة الدماغية والأسباب الدوائية للباركنسونية) والهلوسة البصرية المتكررة.
صنفت هذه المظاهر ضمن المظاهر الجوهرية بناءً على تقرير الإجماع الرابع لعام 2017 الصادر عن اتحاد الخرف المصحوب بأجسام ليوي. اعتمد التقرير على أدلة عالية الجودة تدعم نوعية هذه المظاهر للمرض.

#### تقلب الإدراك واليقظة
يعتبر اضطراب الوظيفة الإدراكية من أكثر المظاهر المميزة لخرف أجسام ليوي وأشيعها. يتميز الاضطراب الإدراكي المرافق لهذا النوع من الخرف عن باقي أنواع الخرف الأخرى باضطراب الانتباه واليقظة المصاحب له. كذلك، يتميز بظهوره التلقائي والفرق الواضح بين أسوأ الحالات وأفضلها، وذلك وفقًا لماكيث (2002). تختلف هذه التقلبات في شدتها ووتيرتها ومدتها. تستمر كل نوبة من ثوانٍ إلى أسابيع تفصل بينها فترات طبيعية. لن تعكس الاختبارات المعرفية شدة المرض بشكل غير دقيق عندما تتزامن الفترات الطبيعية نسبيًا مع المواعيد الطبية الشهرية.
يؤثر المرض على مجالات الإدراك الثلاثة التي تتضمن: الوظائف التنفيذية والوظيفة الإبصارية المكانية والتحكم الانتباهي. يظهر الاضطراب الإدراكي النوبي في وقت مبكر من مسار المرض. يتشتت انتباه الأفراد المصابين بالخرف المصحوب بأجسام ليوي بسهولة، كما يواجهون صعوبة في التركيز على المهام أو يوصفون بأنهم شاردو الذهن، وقد يمرون بفترات اضطراب وعي ونوبات تخليط وانفعال وكلام غير مترابط. يضطرب اتساق كلام المرضى وقد تتغير قدرتهم على تنظيم أفكارهم خلال اليوم.
تصف الوظائف التنفيذية الانتباه والسلوك والذاكرة والمرونة المعرفية التي تساعد في حل المشكلات والتخطيط. تظهر مشاكل الوظائف التنفيذية في الأنشطة التي تتطلب التخطيط والتنظيم. قد يظهر العجز في ضعف الأداء الوظيفي وعدم القدرة على متابعة المحادثة وصعوبة تعدد المهام ومشاكل في قيادة المركبات -كسوء تقدير المسافات أو الضياع.
قد يعاني الشخص المصاب بالخرف المصحوب بأجسام ليوي من مشاكل في اليقظة والنوم بالإضافة إلى اضطرب نوم حركة العين السريعة، وقد تكون تلك المشاكل شديدة. تتضمن اضطرابات اليقظة والنوم النعاس أثناء النهار والوسن أو القيلولة لأكثر من ساعتين في اليوم والأرق واضطراب حركة الأطراف الدورية ومتلازمة تململ الساقين وانقطاع النفس النومي.

#### اضطراب نوم حركة العين السريعة
يصنف اضطراب نوم حركة العين السريعة ضمن اضطرابات الخطل النومي. يفقد الأفراد المصابون الشلل العضلي الطبيعي خلال فترة حركة العين السريعة، وهذا ما يجعلهم يطبقون الحركات التي يمارسونها في أحلامهم أو يقومون بحركات أو أصوات غير طبيعية أخرى. يملك نحو 80% من المصابين بالخرف المصحوب بأجسام ليوي اضطراب نوم حركة العين السريعة. قد تبدأ سلوكيات النوم غير الطبيعية قبل ملاحظة التدهور المعرفي، وقد تظهر قبل عقود من أي أعراض أخرى، وغالبًا ما تكون أول إشارة سريرية موجهة للخرف المصحوب بأجسام ليوي وعلامة مبكرة على الاعتلال بالساينوكلين. أثبت تشريح جثث الأفراد المصابين باضطراب نوم حركة العين السريعة المثبت بالتخطيط معاناة 94- 98% منهم من الاعتلالات الدماغية بالساينوكلين، ويعتبر الخرف المصحوب بأجسام ليوي ومرض باركنسون أشيعها بنسب متساوية تقريبًا. يشخص مرضى اضطراب نوم حركة العين السريعة (3 من كل 4 أو أكثر) باضطراب عصبي تنكسي في غضون عشر سنوات، وقد تتأخر المظاهر العصبية التنكسية حتى 50 عام بعد تشخيص اضطراب النوم. قد يخف اضطراب نوم حركة العين السريعة بمرور الوقت.
لا يدرك بعض المصابين باضطراب نوم حركة العين السريعة أنهم يطبقون أحلامهم في الواقع. قد تشمل سلوكيات اضطراب نوم حركة العين السريعة الصراخ والضحك والبكاء والكلام غير الواضح والضرب غير العنيف واللكم العنيف والركل والاختناق والخدش. تكون السلوكيات المبلغ عنها عنيفة في سياق مطاردة أو هجوم في معظم الحالات. قد يسقط المصابون باضطراب نوم حركة العين السريعة من الفراش أو يتسببون في أذية أنفسهم أو أذية شركائهم في الفراش، وهذا قد يسبب كدمات أو كسور أو تشكل ورم دموي تحت الجافية. يتذكر الناس عادةً الأحلام والسلوكيات العنيفة ويبلغون عنها أو يراجعون بسببها الطبيب عند حدوث إصابة. بناءً على ذلك، قد يفسر تحيز الاختيار والاستدعاء ارتفاع التواتر المسجل للسلوكيات العنيفة في سياق اضطراب نوم حركة العين السريعة.

#### الباركنسونية
تعرف الباركنسونية بأنها متلازمة سريرية تتميز ببطء الحركة والجمود واضطراب التوازن والرعاش. تشاهد الباركنسونية في سياق الخرف المصحوب بأجسام ليوي والعديد من الحالات الأخرى كمرض باركنسون وخرف باركنسون وغيرها. تشخص الباركنسونية لدى أكثر من 85% من الأشخاص المصابين بالخرف المصحوب بأجسام ليوي؛ إذ يملك هؤلاء المرضى عادةً واحدة أو أكثر من السمات الأساسية للمتلازمة، ولكن يعتبر الرعاش أثناء الراحة أقل شيوعًا في هذه الحالة.
قد تشمل الأعراض الحركية ما يلي: المشية الباركنسونية (مشية عشوائية) واضطراب في التوازن والسقوط وجمود تعابير الوجه والكلام بصوت هادئ. تتنوع الأعراض الحركية بظهورها، لكنها تكون متناظرة عادةً. قد يعاني مرضى الخرف المصحوب بأجسام ليوي من أحد سمات الباركنسونية فقط، وقد تكون شدتها قليلة مقارنةً بما هي عليه في مرض باركنسون.

## وصلات خارجية
- Adams BD (16 يناير 2013). "Lewy Body Dementia in the Emergency Department". Postgraduate Medical Journal. مؤرشف من الأصل في 2021-01-24.
- McKeith IG (10 أكتوبر 2017). Updated diagnostic criteria and management of Lewy body dementia (Video). ALZForum co-hosted with Lewy Body Dementia Association. مؤرشف من الأصل في 2021-01-18. اطلع عليه بتاريخ 2018-04-08.
- "Emergency room treatment of psychosis" (PDF). Lewy Body Dementia Association. مؤرشف من الأصل (PDF) في 2020-05-11. اطلع عليه بتاريخ 2018-04-27.